# Peter T. Kirstein
Peter Thomas Kirstein (20 de junio de 1933-8 de enero de 2020) fue un informático británico que participó en la creación de Internet. Puso la primera computadora en ARPANET fuera de los Estados Unidos y jugó un papel decisivo en la definición e implementación de TCP / IP junto con Vint Cerf y Bob Kahn. Es "a menudo reconocido como el padre de la Internet europea".

## Biografía
Kirstein nació el 20 de junio de 1933 en Berlín, Alemania, hijo de Eleanor (Jacobsohn) y Walter Kirschstein. Sus padres eran dentistas, y su padre recibió la Cruz de Hierro durante la Primera Guerra Mundial. Su familia era judía y su madre tenía la ciudadanía británica por haber nacido en Londres, por lo que, temiendo por su seguridad en la Alemania gobernada por los nazis, la familia emigró al Reino Unido en 1937. Fue educado en la Highgate School en el norte de Londres, obtuvo una licenciatura de la Universidad de Cambridge en 1954, una maestría y un doctorado en ingeniería eléctrica de la Universidad de Stanford (en 1955 y 1957, respectivamente) y un D.Sc. en ingeniería de la Universidad de Londres en 1970. 
Fue miembro del personal del CERN de 1959 a 1963. Investigó para General Electric en Zúrich de 1963 a 1967. Fue profesor en la Universidad de Londres de 1970 a 1973. Después de eso, se unió a la facultad del University College de Londres, y se desempeñó como jefe del departamento de informática de 1980 a 1994. 
El grupo de investigación de Kirstein en el University College London tuvo una de las primeras conexiones internacionales con ARPANET en 1973, junto con el Sistema Sísmico Noruego (NORSAR) y la Estación Tanum de Suecia. Esto más tarde se convirtió en el SATNET transatlántico. Al principio del desarrollo de Internet, fue coautor (con Vint Cerf) de uno de los primeros documentos técnicos más importantes sobre el concepto de interconexión de redes. Su grupo de investigación en UCL adoptó TCP / IP en 1982, un año antes que ARPANET, y jugó un papel importante en el trabajo experimental más temprano de Internet.
Fue galardonado con el CBE por su trabajo en Internet. También fue miembro de la Real Academia de Ingeniería, miembro del Instituto de Ingenieros Eléctricos y Electrónicos, miembro extranjero honorario de la Academia Americana de Artes y Ciencias y miembro distinguido de la Sociedad Británica de Computación. También recibió el Premio SIGCOMM en 1999 por "contribuciones a la comprensión práctica de redes a gran escala mediante el despliegue de bancos de pruebas internacionales", y el Premio Postel en 2003, así como varios otros premios por sus contribuciones al desarrollo de Internet a nivel internacional. 
En 2012, Kirstein fue incluido en el Salón de la Fama de Internet por Internet Society. En 2015, recibió el prestigioso Premio Marconi.
Peter Kirstein falleció de un tumor cerebral en la mañana del 8 de enero de 2020 mientras estaba en su casa.
Peter fue el fundador del Departamento de Informática de UCL. Poco después de su muerte, el Prof. Steve Hailes, actual Jefe de Departamento, escribió sobre él: "Peter fue ampliamente reconocido como un pionero de Internet y tiene muchos honores en su nombre: fue uno de los miembros originales del Salón de la Fama de Internet y recibió tanto el premio SIGCOMM como el Premio Marconi; fue miembro distinguido de BCS y miembro de la Real Academia de Ingeniería; y recibió un CBE por sus logros. Sin duda, gran parte de esto se redujo a una mente increíblemente lógica, junto con un nivel de interés, visión y determinación que lo llevó a retirarse solo a fines del año pasado a la edad de 86 años. [...] Peter también era profundamente empático y sensible: era un caballero y un hombre gentil, era una fuente de estímulo y sabio consejo, era persuasivo, de mente abierta, justo y nunca temía aprender algo nuevo o admitir un 'no sé' ".